# Várszegi Éva
Várszegi Éva (Budapest, 1953. március 3. –) magyar énekesnő, popénekes.

## Élete
A Martos Flóra Gimnáziumban érettségizett 1971-ben, és még abban az évben megalakították Herczku Annamáriával és Selényi Hédivel a Mikrolied vokál elnevezésű női énekegyüttest, amely a Generállal közösen az 1972-es Ki mit tud? televíziós vetélkedőn a „Mit tehet az ember?” című dallal tűnt fel. 1973-ban Selényi Hédi helyét Bódy Magdi vette át a Mikrolied vokálban. A Generál együttessel nagy stadionokban, sok ezer néző előtt léptek fel Magyarországon, Lengyelországban, az NDK-ban, Nyugat-Berlinben. Az Omega együttes gitárosával, Molnár Györggyel kötött házasságot. A Generál együttes 1975-ös felbomlása után 1976-ban Postássy Julival együtt csatlakozott a Zalatnay Sarolta vezette Cini és a Tinik női együtteshez.  1977-ben az Omega együttes kisstadioni koncertjén is közreműködött. A Cini és a Tinikkel a Szovjetunióban is felléptek.  A Cini és a Tinik felbomlása után a Volán Rt. együttesben énekelt, majd Nyugat-Európában, az NSZK-ban, Norvégiában dolgozott, vendéglátóhelyeken lépett fel. Norvégiában a Bergeni Főiskolán szociális munkás szakon végzett, és ott született Vivien nevű lánya 1990-ben. 2001-ben hazaköltözött Magyarországra, azóta a General Electric multinacionális cégnél dolgozik.

## Diszkográfia
- Staféta – a Generál lemeze (1973)
- Hadd mondjam el – Zalatnay Sarolta nagylemeze (1973)
- Utazás (album) –  Szörényi Levente nagylemeze (1973)
- Jelbeszéd – Koncz Zsuzsa nagylemeze (1973)

## További információ
- Csatári Bence: Korlátok között (Szórakozás, koncertszervezés Magyarországon a '70-es években) Archiválva 2011. január 26-i dátummal a Wayback Machine-ben
- Várszegi Éva-életútinterjú (Fernbach Erika, 2020)